# Bitwa pod Koszycami
Bitwa pod Koszycami – miała miejsce pod Koszycami w lutym 1491.
W 1490 królewicz polski Jan Olbracht wyprawił się na Węgry w celu przejęcia korony Św. Stefana, ofiarowanej mu przez szlachtę węgierską dnia 7 czerwca 1490 na sejmie elekcyjnym w Rokos. Starł się jednak ze swoim bratem królem czeskim Władysławem II Jagiellończykiem. Olbracht bezskutecznie oblegał Koszyce. 7 lutego w pobliżu Koszyc doszło do starcia podjazdów obu stron. Dnia 9 lutego piechota czeska i węgierska rozpoczęła szturm na obóz polski. W tym momencie obrońcy Koszyc dokonali wypadu poza mury miejskie i niespodziewanym atakiem opanowali drewniane wieże i wszystkie polskie działa. Polacy nie ulegli jednak panice i Olbracht sprawnie wycofał z obozu wojsko w porządku bojowym. Rozstawił je w niewielkiej odległości i nierozbity nadal zagrażał armii Władysława. Przez kilka dni obie strony tkwiły w śniegu naprzeciwko siebie w pełnej gotowości bojowej. Dokuczał silny mróz, brakowało żywności i wody. W takich warunkach żołnierzom i ich dowódcom przeszła ochota do walki.
20 lutego 1491, podpisano traktat pokojowy w Koszycach. Przyznawał on Olbrachtowi jako odszkodowanie część ziem śląskich wraz z tytułem „najwyższego księcia na Śląsku”. Królewicz oddać miał wszystkie obsadzone dotychczas przez swoje załogi zamki i miasta z wyjątkiem Preszowa i Sabinova, które miały pozostać w jego ręku jako zastaw do czasu przekazania mu księstwa głogowskiego.